# 朝陽市
朝陽市（ちょうよう-し）は、中華人民共和国遼寧省に位置する地級市、「龍城」とも呼ばれている。同省の西部に位置し、南は河北省、北は内モンゴル自治区赤峰市と接している。北京・天津・唐山、遼寧省中南部の都市集積の真ん中に位置し、中国北部の主要なゲートウェイとなっている。市の面積は約2万平方キロメートルで、遼寧省で第1位、同省の総面積の約7分の1を占めている。

## 地理
朝陽市は遼寧省西北部の大凌河流域に位置し、北から西にかけては内モンゴル自治区、西は河北省、南は錦州市、東は阜新市と接する。

## 歴史
朝陽の長い歴史は、10万年以上前の旧石器時代にまで遡る。凌源の西八間房遺跡は、中国東北部で発見された最も古い古代人の居住地である。今から4万～5万年前、朝陽には現代人と同様の制度的特徴を持つ原始的な「新人」、すなわち「建平人」が現れた。朝陽では紅山文化の大規模な祭壇・寺院・墳墓が発見され、中国人の祖先が5,000年以上前に古代文明に入ったことが証明され、朝陽地域は中国文明発祥の地の一つとなっている。
戦国時代、朝陽の地は燕の管轄下にあり、海辺の5つの郡を設置し、柳城は遼西郡に属していた。漢の時代、柳城は遼西の西部都尉の所在地となり、後に陽楽・令支・肥如の3県が統治の中心となった。東晋の咸康7年（341年）、かつての燕王慕容皝は、柳城の北・龍山の西に城を築き、柳城を龍城に変え、そこに都を移した。前燕・後燕・北燕が成立した五胡十六国時代の88年間のうち、龍城は52年間、三燕の首都であった。
太延2年（436年）、北魏は北燕を滅ぼした。太平真君5年（444年）に龍城を郡治とする昌黎郡は営州に転属した。隋や唐の時代には、龍城は柳城に改称され、営州の総督府が置かれた。営州は、「隋・唐の中央政府と東北の各民族との交流の拠点」として知られ、「営州古道」が整備された。隋や唐の時代、朝陽は多民族の交流が盛んな時代で、この時代に朝陽に住んでいた民族には、契丹・鉄勒・室韋・奚などおり、安禄山は朝陽出身とされる。

## 龍文透彫鞍
近年朝陽市北票市で発掘された喇嘛洞IIM101号墓から出土した龍文透彫鞍は大阪府羽曳野市誉田丸山古墳（応神陵陪塚）出土の2号鞍と細部に至るまでほとんどまったく同一で、丸山2号鞍は北燕の製品である可能性が高いことが判明した（リンク「さわらび通信」参照）。

## 行政区画
2市轄区・2県級市・2県・1自治県を管轄する。
- 市轄区：
  - 双塔区・龍城区
- 県級市：
  - 北票市・凌源市
- 県：
  - 朝陽県・建平県
- 自治県：
  - カラチン左翼モンゴル族自治県

| 朝陽市の地図                                                                 |
| ---------------------------------------------------------------------------- |
| 双塔区 龍城区 朝陽県 建平県 カラチン左翼 · モンゴル族 · 自治県 北票市 凌源市 |

### 年表
この節の出典

#### 朝陽市(第1次)
- 1958年12月20日 - 錦州専区朝陽県の一部が分立し、朝陽市が発足。(1市5県1自治県)
  - 錦州専区朝陽県・北票県・凌源県・建昌県・建平県・カラチン左翼モンゴル族自治県を編入。
- 1959年5月5日 - 双塔区・鉄西区を設置。(2区5県1自治県)
- 1962年2月21日 - 北票県の一部が分立し、北票鉱区が発足。(3区5県1自治県)
- 1964年2月12日 - 双塔区・鉄西区が朝陽県に編入。(1区5県1自治県)
- 1964年3月7日 - 朝陽県・北票県・建昌県・建平県・凌源県・カラチン左翼モンゴル族自治県・北票鉱区が朝陽専区に編入。

#### 朝陽地区
- 1964年3月7日 - 朝陽市朝陽県・北票県・建昌県・建平県・凌源県・カラチン左翼モンゴル族自治県・北票鉱区を編入。朝陽専区が成立。(1区5県1自治県1鎮)
  - 朝陽県の一部が分立し、朝陽鎮が発足。
- 1969年1月19日 - 北票鉱区が北票県に編入。(5県1自治県1鎮)
- 1969年2月24日 - 朝陽鎮が朝陽県に編入。(5県1自治県)
- 1970年7月13日 - 朝陽専区が朝陽地区に改称。(5県1自治県)
- 1979年8月30日 - 朝陽県の一部が分立し、朝陽市が発足。(1市5県1自治県)
- 1980年1月31日 - 朝陽県の一部が朝陽市に編入。(1市5県1自治県)
- 1984年6月30日 
  - 朝陽市が地級市の朝陽市に昇格。
  - 朝陽県・北票県・建平県・建昌県・凌源県・カラチン左翼モンゴル族自治県が朝陽市に編入。

#### 朝陽市(第2次)
- 1984年6月30日 - 朝陽地区朝陽市が地級市の朝陽市に昇格。龍城区・双塔区を設置。(2区5県1自治県)
  - 朝陽地区朝陽県・北票県・建平県・建昌県・凌源県・カラチン左翼モンゴル族自治県を編入。
  - 朝陽県の一部が龍城区に編入。
- 1985年1月17日 - 北票県が市制施行し、北票市となる。(2区1市4県1自治県)
- 1989年6月12日 - 建昌県が錦西市に編入。(2区1市3県1自治県)
- 1991年12月21日 - 凌源県が市制施行し、凌源市となる。(2区2市2県1自治県)
- 2006年4月11日 (2区2市2県1自治県)
  - 北票市・朝陽県の各一部が双塔区に編入。
  - 双塔区・朝陽県の各一部が龍城区に編入。

## 経済
現代の朝陽市は小麦・トウモロコシ・ビート・豆・ジャガイモなど農畜産業を基幹産業とする一方、製鉄所、ディーゼルエンジン工場、タイヤ製造工場など新興工業都市としても大発展を遂げている。また空路、鉄路、道路など交通の便がよく、観光客も多い。

## 交通

### 航空
- 朝陽空港 - 中型の航空機が離着陸できる民用空港で、天津との間に国内線が運航されている。

### 鉄道

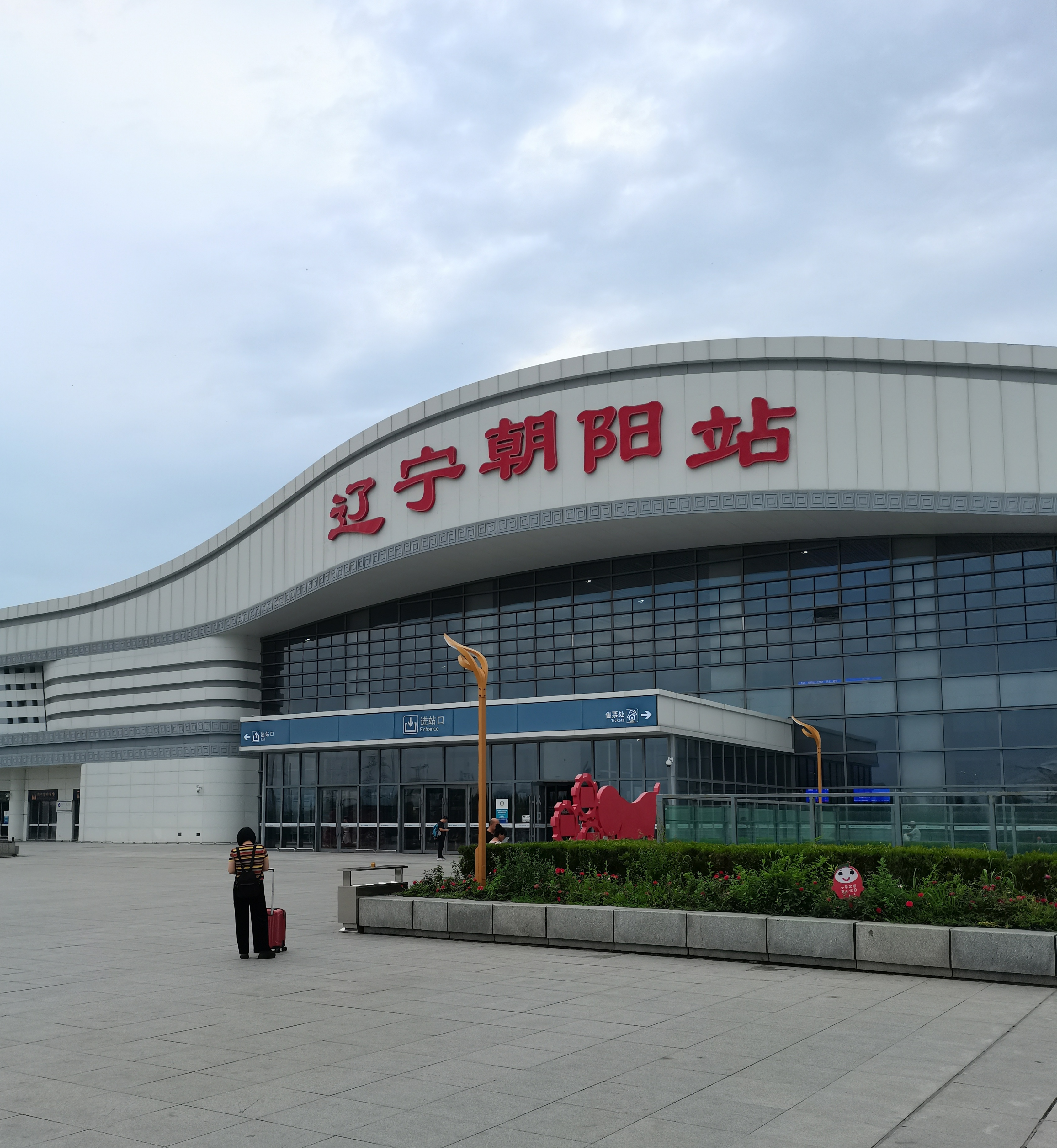
京瀋旅客専用線と朝凌高速鉄道が接続する遼寧朝陽駅

5路線あり、北京、瀋陽、大連、丹東、錦州、承徳などの都市とつながっている。
- 中国国家鉄路集団
  - 京瀋旅客専用線
  - 朝凌高速鉄道（中国語版）
  - 喀赤高速鉄道（中国語版）
  - 錦承線
  - 葉赤線

### 道路

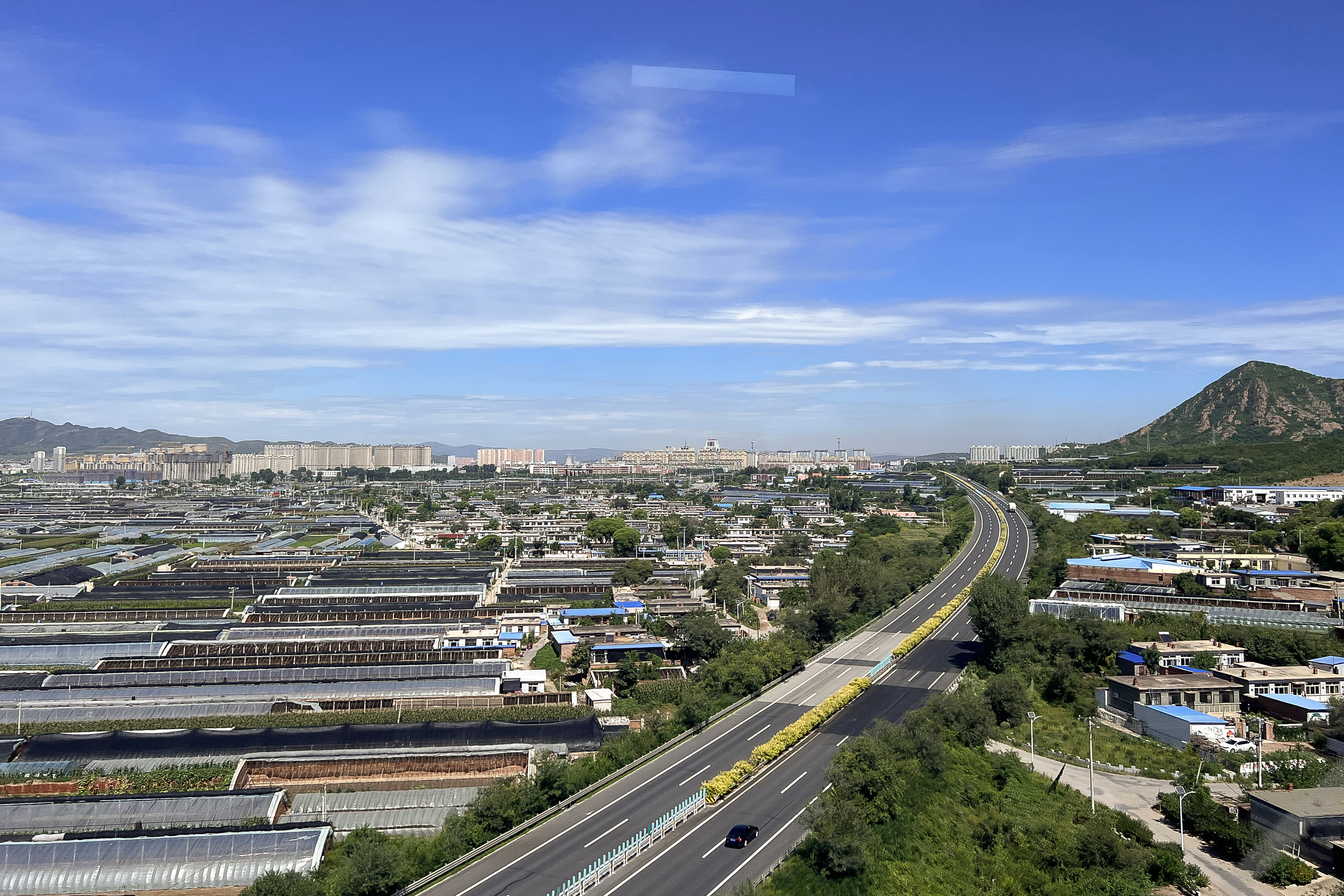
凌源市内を走る長深高速道路

G101国道を中心に東西南北に通じるネットワークを形成している。
- 高速道路
  -  丹錫高速道路
  -  長深高速道路
- 国道
  -  G101国道
  -  G230国道
  -  G305国道（中国語版）
  -  G306国道（中国語版）

## 友好都市
2000年に、北海道帯広市と友好都市提携している。